# Physical (두아 리파의 노래)
〈Physical〉(피지컬)은 잉글랜드의 가수 두아 리파의 노래이다. 두 번째 정규 앨범 《Future Nostalgia》의 싱글이다.